# Sansone e il tesoro degli Incas
Sansone e il tesoro degli Incas è un film del 1964 diretto da Piero Pierotti.

## Trama
Alan Fox viene ingiustamente accusato di omicidio e il vero colpevole s'impadronisce del tesoro degli Incas. Interviene il suo amico Sansone che lo libera ed uccide il Sacerdote Inca, l'usurpatore, facendo crollare il tempio su di lui.